# 그레이스 차토
그레이스 차토(Grace Chatto, 1985년 12월 10일 ~ )는 잉글랜드의 음악가 겸 가수로, 전자 음악 그룹 클린 밴딧의 구성원이다.